# Daphnia cucullata
Daphnia cucullata är en kräftdjursart som beskrevs av Georg Ossian Sars 1862. Daphnia cucullata ingår i släktet Daphnia och familjen Daphniidae. Arten är reproducerande i Sverige. Inga underarter finns listade i Catalogue of Life.